# اینگو سیک
 اینگو سیک (انگلیسی: Ingo Sick؛ زاده ۱۹۳۹) یک فیزیک‌دان اتمی اهل سوئیس است.